# Moní Metamorfóseos Sotíros
Moní Metamorfóseos Sotíros är en ort i Grekland.   Den ligger i prefekturen Nomarchía Anatolikís Attikís och regionen Attika, i den sydöstra delen av landet, 30 km nordost om huvudstaden Aten. Moní Metamorfóseos Sotíros ligger 457 meter över havet och antalet invånare är 136.
Terrängen runt Moní Metamorfóseos Sotíros är huvudsakligen lite kuperad. Moní Metamorfóseos Sotíros ligger uppe på en höjd. Runt Moní Metamorfóseos Sotíros är det ganska tätbefolkat, med 100 invånare per kvadratkilometer. Närmaste större samhälle är Kifisiá, 19,8 km sydväst om Moní Metamorfóseos Sotíros. Trakten runt Moní Metamorfóseos Sotíros består till största delen av jordbruksmark.